# Seegrenzschutz

Die Bundesdienstflagge, die von den Fahrzeugen des Seegrenzschutzes geführt wurde

Der Seegrenzschutz war die Küstenschutzabteilung  des Bundesgrenzschutzes, die von 1951 bis 1956 bestand und dann in die Bundesmarine überführt wurde. Er ist vom Bundesgrenzschutz (See) zu unterscheiden, der erst 1964 aufgestellt wurde und seit 2005 Bundespolizei See heißt.

## Geschichte

### Aufbau des Seegrenzschutzes
Der Bundesgrenzschutz (BGS) wurde nach der Gründung der Bundesrepublik Deutschland geplant. Hintergrund waren Erfahrungen aus dem Koreakrieg, in dem nordkoreanische Truppen im Juni 1950 eine wirkungsvolle, blitzartige Offensive inklusive amphibische Landungsoperationen ausführten. Insbesondere Konrad Adenauer persönlich befürchtete ein ähnliches Vorgehen der Sowjetunion und ihrer Verbündeter gegenüber der Bundesrepublik. Erste Konzepte für die Marinekomponente des Bundesgrenzschutzes arbeitete Hermann Knuth aus, der Chef der Wasserschutzpolizei Schleswig-Holstein. Das Aufstellungsgesetz wurde am 14. November 1950 im Bundeskabinett beschlossen und am 15. Februar 1951 vom Bundestag verabschiedet. Der Aufbau des BGS begann im März 1951. Der Umfang sollte zunächst 10.000 Mann betragen, davon 500 Mann bei dem als Küstenschutzabteilung bezeichneten Seegrenzschutz. Für den Seegrenzschutz gab das Naval Historical Team Empfehlungen für das Führungspersonal. Entsprechend nahm Friedrich Poske am 9. Mai 1951 im Bundesinnenministerium seine Arbeit als Leiter des Seegrenzschutzes auf. Sein wichtigster Mitarbeiter war Adalbert von Blanc.
Am 1. Juli 1951 kamen die ersten 96 Mann von dem aufgelösten Minenräumverband Cuxhaven. Bis Ende 1951 wurde die Sollstärke erreicht. Während die Offiziere und Unteroffiziere alle in der Kriegsmarine gedient hatten, wurden als Matrosen 230 Ungediente eingestellt. Das Personal kam vor allem vom aufgelösten Minenräumverband Cuxhaven sowie von weiteren von den Alliierten betriebenen Minenräumorganisationen. Als Flagge führten die Boote die Bundesdienstflagge. Außerdem wurden wie in militärischen Verbänden Kommandozeichen für die Kommandanten, die Flottillenchefs und den Verbandschef geführt. Später wuchs der Seegrenzschutz bis auf 1200 Mann an.
1952 begann der geregelte Ausbildungsbetrieb, bei dem zunächst die einzelnen Boote und anschließend die Flottillen auf ihre Aufgaben vorbereitet wurden. Die Ausbildung der Flottillen schloss jeweils mit einer Besichtigung durch den Chef des Seegrenzschutzverbandes ab. Im Winter 1952/53 konnten die ersten Einsatzfahrten in der Ostsee unternommen werden.

### Weitergehende Planungen
1952 wurde der Vertrag über die Europäische Verteidigungsgemeinschaft geschlossen. Er sah die Aufstellung westdeutscher Streitkräfte als Teil einer europäischen Streitmacht vor. Die Verfügungsgewalt über die deutschen Kräfte hätte allein bei einem europäischen Befehlshaber gelegen. Im Zuge der damit einhergehenden deutschen Überlegungen schlug der ehemalige Vizeadmiral Hellmuth Heye vor, parallel zum Aufbau deutscher Streitkräfte den Seegrenzschutz zu verstärken, um in einem Kriegsfall über eigene Mittel zu verfügen, die Sicherungsaufgaben einschließlich der Minenabwehr an den deutschen Küsten durchführen können. Des Weiteren schlug Heye 1953, nachdem er für die CDU in den Bundestag gewählt worden war vor, alle seinerzeitigen Seefahrzeuge des Bundes zu einer Küstenwache zusammenzufassen. Das scheiterte unter anderem am Widerstand des für den Fischereischutz zuständigen Landwirtschaftsministeriums und des für den Seezoll zuständigen Finanzministeriums.
Unabhängig von diesen Entwicklungen gab es bereits seit Herbst 1951 im Bundesministerium des Innern Pläne für den Ausbau des Seegrenzschutzes. Am 19. Juni 1953 beschloss der Bundestag die Aufstockung der Personalstärke von 500 auf 1550 Beamte. Der bisher direkt aus dem Ministerium geführte Seegrenzschutz sollte einem neu aufzustellenden vierten Grenzschutzkommando Küste unterstellt werden, dem außer den See- auch Landeinheiten zugeordnet werden sollten. An Fahrzeugen waren 6 große und 18 kleine Wachboote, 12 große und 4 kleine Patrouillenboote, 6 Sicherungsboote, 3 Schulboote und 3 weitere Fahrzeuge vorgesehen.
Das neue, überwiegend aus Seegrenzschutzeinheiten bestehende Grenzschutzkommando hätte unter der Führung eines Seegrenzschutzangehörigen stehen sollen, der analog zu den Dienstgraden des Landgrenzschutzes als Admiral im BGS bezeichnet worden wäre. Diese Position sollte Konteradmiral a. D. Ernst Lucht übernehmen, der sich dafür auf Anfrage bereit erklärt hatte.
Nach der Bundestagswahl 1953 wechselte die Führung des Bundesministeriums des Innern, und der neue Innenminister Gerhard Schröder unterstützte die weitgehenden Pläne für den Ausbau des Seegrenzschutzes nicht. Stattdessen sollte es nur einen geringfügigen Aufwuchs auf etwa 700 Mann geben, um die Unterbesetzung der Schiffe zu beheben. Als Kompromiss wurde vorläufig eine Zahl von etwa 1000 festgelegt unter der Voraussetzung, dass die Zahl der Schiffe weiter aufwüchse.
Um die Selbständigkeit des Seegrenzschutzes in Form der direkten Zuordnung unter das Ministerium einzuschränken, wurde er dem Grenzschutzkommando Küste unterstellt und sollte in Bundesgrenzschutz See umbenannt werden. Diese Umbenennung wurde bis zur Auflösung des Seegrenzschutzes nicht mehr in Kraft gesetzt, galt jedoch für den 1964 neu aufgestellten Seegrenzschutzverband. Da im Grenzschutzkommando Küste die Landeinheiten gegenüber dem kleineren Seegrenzschutz ein Übergewicht bildeten, entfiel außerdem die Führung durch einen Admiral.

### Überführung in die Bundesmarine

Die Dienstflagge der Seestreitkräfte, am 1. Juli 1956 durch die in die Bundesmarine übernommenen Fahrzeuge gesetzt

Bei der 1955 beginnenden Aufstellung Bundeswehr wurden viele Angehörige des Bundesgrenzschutzes übernommen. Während der Landgrenzschutz anschließend reorganisiert wurde, wurde der Seegrenzschutz aufgelöst und erst 1964 neu aufgestellt.
Am 2. Januar 1956 begann die Aufstellung der Bundesmarine, die Übergabe des Personals und Materials des Seegrenzschutzes erfolgte am 1. Juli 1956, genau fünf Jahre nach seiner Aufstellung, mit einem feierlichen Flaggenwechsel. Die Überführung erfolgte in enger Abstimmung mit der Abteilung VII (Marine) im Bundesministerium für Verteidigung. Laufende Aufgaben wurden fortgesetzt, soweit sie von der Marine übernommen wurden. So führten mehrere Boote, u. a. P 2 und W 13, den Flaggenwechsel in See durch, um ihre Aufträge nicht zu unterbrechen. Außerdem unterstützte der Seegrenzschutz in der Übergangszeit die Marine unter anderem dadurch, dass er die Begleitschiffe Eider und Trave als Schulschiffe für die erste Crew von Offizieranwärtern der Marine bereitstellte, die somit ihre erste Bordausbildung auf Schiffen des Seegrenzschutzes erhielten. Beide Schiffe bildeten zusammen mit den sechs Großen Wachbooten der 3. Wachbootsflottille das Schulgeschwader Ostsee der Bundesmarine, wo sie ihre Ausbildungsaufgaben unmittelbar fortsetzten.
Am 1. Juli 1956 wechselten etwa 700 Angehörige zur Bundesmarine. Hinzu kamen Beamte des Landgrenzschutzes, die zur Marine wechseln wollten, sodass diese insgesamt 872 BGS-Angehörige übernehmen konnte, während sich 142 Beamte des Seegrenzschutzes für den Dienst im Landgrenzschutz entschieden. Das Material wurde komplett übergeben. Bis 1961 war der Übergang von Personal, Material und Liegenschaften an die Bundesmarine abgeschlossen. Bis zur Wiederaufstellung als Bundesgrenzschutz See im Herbst 1964 wurden die Aufgaben des Seegrenzschutzes von seegehenden Booten der Zollverwaltung und der Wasserschutzpolizei Schleswig-Holsteins übernommen. Die Initiative zur Wiederaufstellung ging sowohl vom Bundesministerium des Innern als auch der Landesregierung Schleswig-Holsteins aus.

## Aufgaben
Die Aufgaben des Bundesgrenzschutzes ergaben sich aus dem Bundesgrenzschutzgesetz von 1951. Sie galten in gleicher Weise für den Seegrenzschutz und umfassten vor allem die Grenzsicherung gegen illegale Übertritte und grenzgefährdende Störungen sowie die Passnachschau. Dazu gehörte für den Seegrenzschutz die Überwachung der Hoheitsgewässer mit Schwerpunkt entlang der ostholsteinischen Ostseeküste.
Im Laufe der Zeit wurden dem Seegrenzschutz besondere Aufgaben übertragen, die sich im Küstenbereich ergaben. Dazu gehörte die seeseitige Sicherung vor den Schießplätzen Todendorf und Putlos, die von den alliierten Truppen genutzt wurden, die ab Juni 1952 übernommen wurde. Auf Bitte des Landes Schleswig-Holstein und der Stadt Kiel unterstützte der Seegrenzschutz ab 1952 die Durchführung der Kieler Woche. Ab 1954 wurde ein Verbindungsoffizier bereitgestellt, der die Zusammenarbeit zwischen der Royal Air Force und deutschen Stellen hinsichtlich der Nutzung des Bombenabwurfplatzes Knechtsand koordinierte. Außerdem unterstützte der Seegrenzschutz das Deutsche Hydrographische Institut dabei, systematisch Radarbilder der deutschen Ostseeküste zu sammeln, um einen Radaratlas zu erstellen.

## Organisation

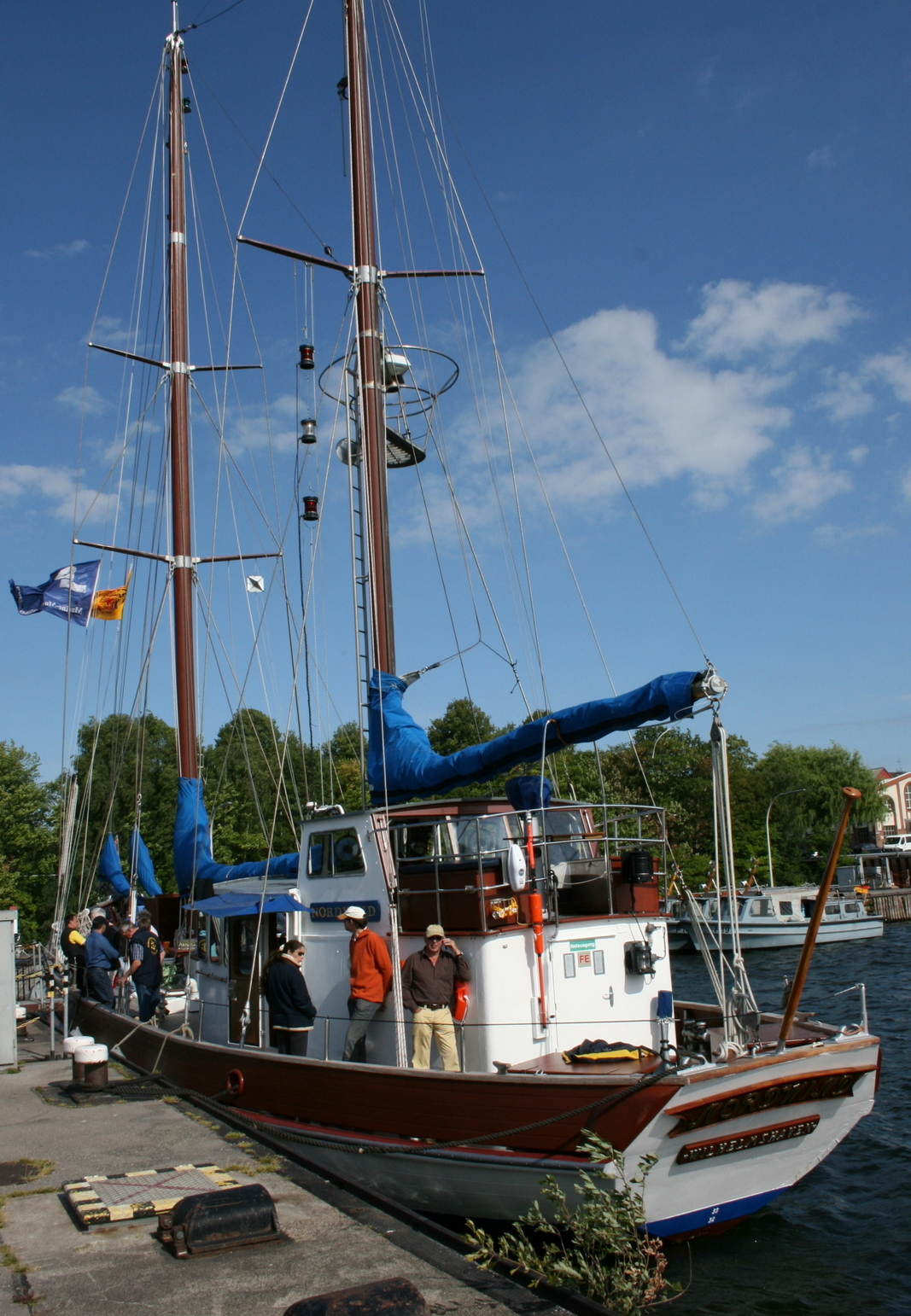
Das Segelschulboot Nordwind des Seegrenzschutzes, hier als Museumsschiff 2009

### Führung
Der Seegrenzschutz unterstand direkt dem Bundesministerium des Innern. Hier war das Referat VI C 6 zuständig, dessen Referatsleiter, der ehemalige Kapitän zur See Fritz Poske den Seegrenzschutz im Dienstgrad eines Kapitäns im BGS führte. Das Referat war für alle administrativen Fragen einschließlich der Beschaffung, des Haushalts, des Seerechts, der Ausrüstung und der Zusammenarbeit mit anderen Stellen zuständig. In Fragen der Ausbildung war es unabhängig vom Ausbildungsreferat des BGS, das nur für die Ausbildung des Landgrenzschutzes zuständig war.
Ihm unterstanden der Seegrenzschutzverband unter Oberstabskapitän i. BGS Hermann Knuth, später die beiden Seegrenzschutzverbände, und die Schul- und Reparaturgruppe unter Stabskapitän i. BGS von Blanc. Standort beider Verbände war Neustadt in Holstein.

### Gliederung
Der Seegrenzschutzverband gliederte sich zunächst in drei Seegrenzschutzflottillen, die jeweils von einem Kapitänleutnant i. BGS geführt wurden. Die beiden 1953 und 1954 beschafften Begleitschiffe Eider und Trave unterstanden direkt dem Verbandschef. Später kam eine aus kleinen Wachbooten bestehende vierte Flottille mit Heimathafen Kiel hinzu, und der Verband wurde in den I. und II. Seegrenzschutzverband mit je zwei Flottillen aufgeteilt.
Der Organisationsplan sah für 1955 folgende Gliederung für die Seegrenzschutzgruppe vor, die nunmehr dem Grenzschutzkommando Küste unterstand und vom Seegrenzschutzgruppenstab in Kiel geführt wurde:
- Seegrenzschutzverband I, Neustadt in Holstein
  - 1. Wachbootflottille, 6 kleine Wachboote
  - 2. Wachbootflottille, 6 kleine Wachboote
  - Patrouillenbootflottille, 4 Patrouillenboote
  - Begleitschiff Eider
- Seegrenzschutzverband II, Kiel
  - 3. Wachbootflottille, 6 große Wachboote
  - 4. Wachbootflottille, 6 kleine Wachboote
  - Sicherungsbootflottille, 3 Sicherungsboote
  - Begleitschiff Trave
- Seegrenzschutzstammabteilung, Cuxhaven
  - Stammhundertschaft
  - Lehrhundertschaft
  - Schulbootgruppe, 3 Schulboote
- Instandsetzungs- und Ausrüstungsstelle, Kiel
  - Reparaturbetriebe und Werkstätten
  - Tanker Eutin, Schlepper Plön

Neben dem Hauptstützpunkt Neustadt gab es kleinere Stützpunkte in Kiel-Wik und Cuxhaven. Der Stützpunkt in Cuxhaven bestand aus einem ehemaligen Sperrwaffenarsenal der Kriegsmarine und wurde im Oktober 1951 übernommen. Im Dezember 1951 wurden in Kiel gut ausgestattete Stützpunkt- und Werkstattanlagen der Kriegsmarine übernommen, die zu einem Reparaturbetrieb ausgebaut wurden.
Ab 1953 stellte die britische Besatzungsmacht in Cuxhaven außerdem Pieranlagen des vormaligen deutschen Minensucherhafens zur Verfügung, die von der Schul- und Reparaturgruppe genutzt wurden.

## Schiffe und Boote

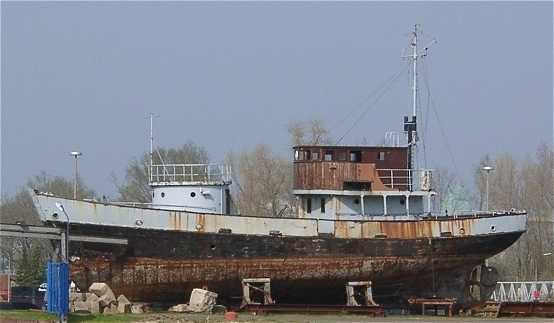
Das ehemalige kleine Wachboot W 3 (ex-KFK 561), mit typischem runden Vorschiffsaufbau

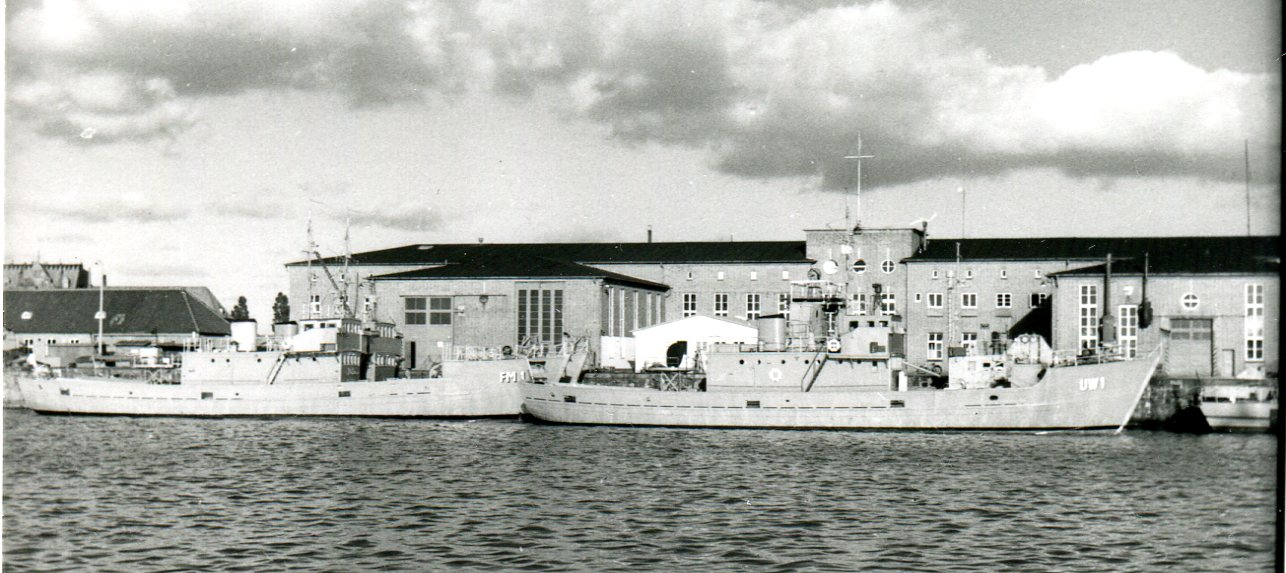
Große Wachboote des Seegrenzschutzes, hier bereits nach ihrer Übernahme durch die Bundesmarine

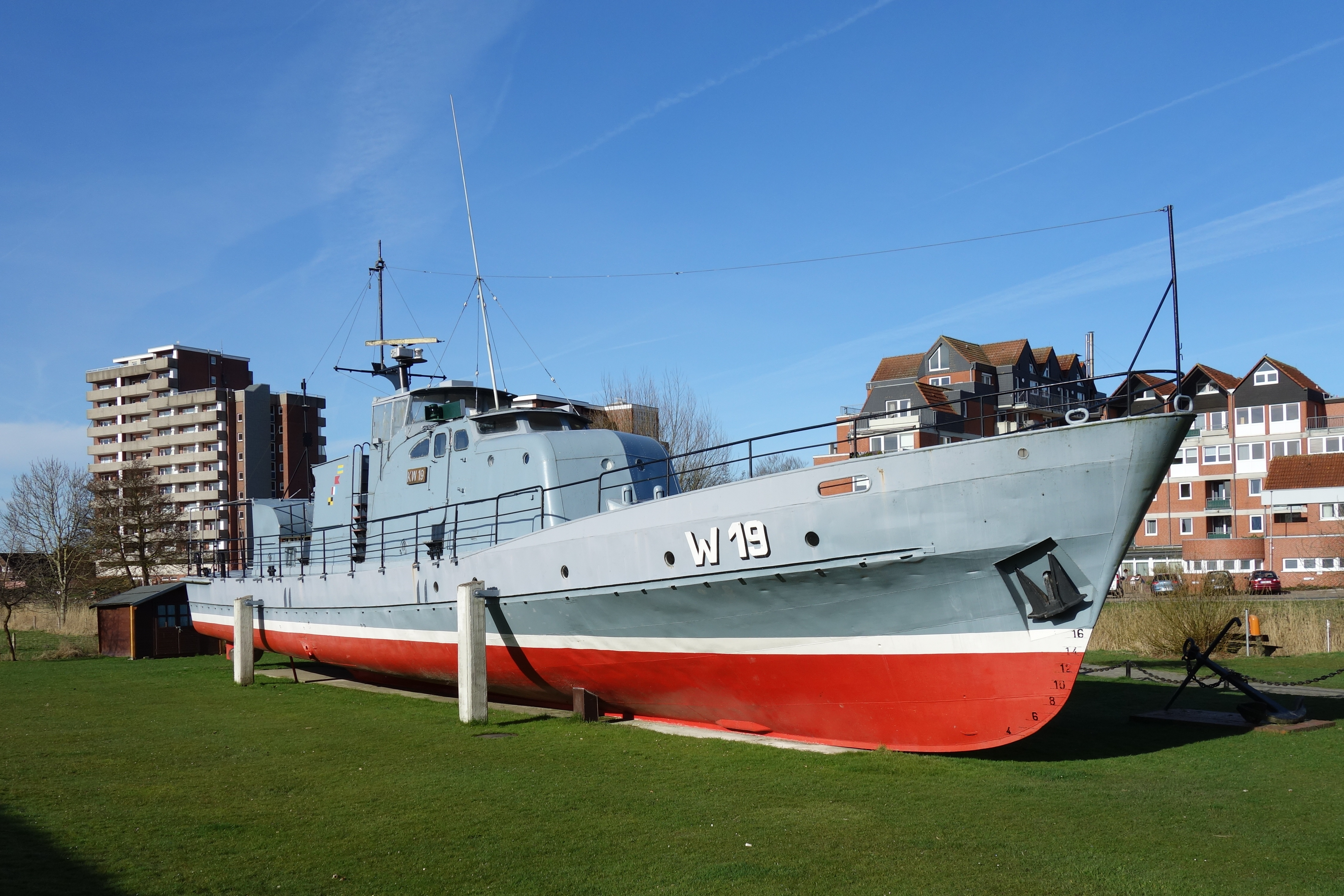
Ein schnelles Wachboot der Version „Weser River Patrol“, ähnlich den Booten des Seegrenzschutzes

Insgesamt verfügte der Seegrenzschutz 1955 über 38 Seefahrzeuge. Deren Ausrüstung unterlag erheblichen Einschränkungen durch die Besatzungsmächte. So wurde die Bewaffnung mit 20-mm-Geschützen ebenso verweigert wie die Beschaffung leistungsfähiger schneller Wachboote. Obwohl sich Bundeskanzler Adenauer Anfang 1953 persönlich in einem Brief an die Alliierte Hohe Kommission wandte und wegen der angespannten Sicherheitslage um Genehmigung für eine verbesserte Ausstattung des Bundesgrenzschutzes warb, blieben viele dieser Forderungen unerfüllt. Deshalb blieben die Schiffe und Boote im Wesentlichen unbewaffnet. Die bereits eingeleitete Beschaffung von 20-mm-Geschützen aus der Schweiz unter Beteiligung des Waffenhändlers Rudolf Ruscheweyh wurde Teil eines ersten Rüstungsskandals der Bundesrepublik Deutschland.

### Wachboote
Der Seegrenzschutz verfügte über drei Typen von Wachbooten, die zunächst als kleine, große und schnelle Wachboote bezeichnet wurden.
Die kleinen Wachboote waren ehemalige Kriegsfischkutter (KFK), die die Kriegsmarine hatte bauen lassen. Sie wurden für den Seegrenzschutz einheitlich umgebaut. Dabei erhielten sie einen runden Aufbau auf dem Vorschiff, in dem sich Sanitäranlagen befanden. Auf diesem Aufbau war eine Bewaffnung mit einem 20-mm-Geschütz vorgesehen, die jedoch von den Alliierten nicht freigegeben wurde. Die Boote erhielten ein Radar-Gerät und eine Funk- und Signalausstattung. Diese kleinen Fahrzeuge von 24 m Länge und 110 Tonnen (t) Verdrängung waren zwar seetüchtig aber mit 9 Knoten (kn) sehr langsam.
Bei den großen Wachbooten, von denen sechs angeschafft wurden, handelte es sich um ehemalige Minensuchboote des Typs MMS (Motor Minesweeper) aus kanadischer Produktion. Diese Boote waren mit 36,8 m und 190 t deutlich größer als die KFK, jedoch waren sie mit 11 kn Höchstgeschwindigkeit nur unwesentlich schneller. Ihre Ausrüstung und Bewaffnung entsprach der der kleinen Wachboote.
Neben diesen langsamen Typen wurden schnelle Wachboote benötigt, um mit schnelleren Schiffen auf See mithalten zu können. Die Wahl fiel auf einen Typ, von dem die U.S. Navy mehrere Boote bei der Lürssen-Werft für ihre Weser River Patrol in Auftrag gegeben hatte. Die Boote sollten bei einer Verdrängung von etwa 70 t und einer Länge von 28,8 m 26 bis 29 kn schnell sein. Als Bewaffnung waren drei 20-mm-Geschütze, davon zwei in Zwillingsaufstellung, vorgesehen. Es wurden vier Boote mit leicht unterschiedlichen Antriebsanlagen bestellt, die als Neubauten im zweiten Halbjahr 1952 zuliefen. Die Fahrzeuge wurden später als Patrouillenboote bezeichnet.

### Sicherungsboote

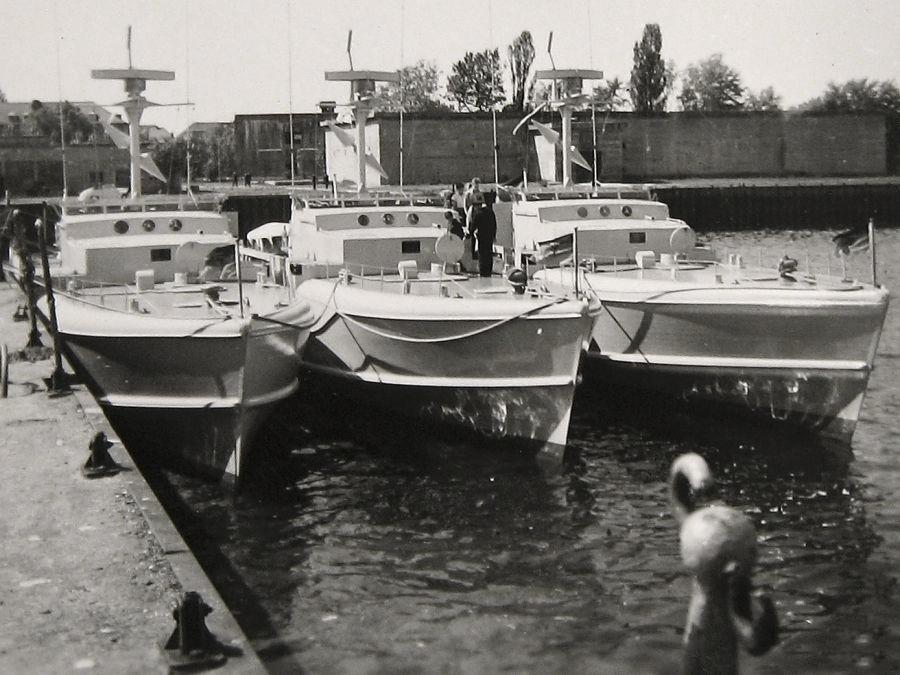
Drei für den Seegrenzschutz gebaute Schnellboote nach Übernahme in die Bundesmarine 1956

Angesichts des als Bedrohung empfundenen Aufbaus der Kasernierten Volkspolizei beschloss das deutsche Innenministerium, geeignete schnelle Wachboote für den Seegrenzschutz zu beschaffen und gab sie am 8. Februar 1952 bei der Lürssen-Werft in Bremen-Vegesack in Auftrag. Auf einen Genehmigungsantrag beim alliierten Militärischen Sicherheitsamt (MSA) wurde verzichtet, da die Neubauten nicht für genehmigungspflichtig gehalten wurden. Nach längerer Diskussion verboten die Alliierten die Beschaffung durch deutsche Stellen.
Im Herbst 1954 einigte man sich, die vorhandenen Rümpfe dem British Baltic Fishery Protection Service gegen Bezahlung zu übergeben, der die Boote fertigstellen ließ und in Dienst stellte. Zugleich wurde ein formaler Antrag über den Bau dreier weiterer Boote gestellt. Dieser Antrag wurde am 3. Mai 1955 bewilligt, zwei Tage, bevor mit Inkrafttreten der Pariser Verträge das Besatzungsstatut in der Bundesrepublik Deutschland beendet wurde und sie der NATO beitrat.
Von den drei Booten der zweiten Serie wurden zwei im Herbst 1955 fertiggestellt und dem Seegrenzschutz übergeben. Das dritte Boot wurde erst im September 1956 abgeliefert und direkt von der Bundesmarine übernommen. Zusammen mit den zurückgegebenen britischen Booten bildeten sie die aus sechs Booten bestehende Silbermöwe-Klasse, die im 1. Schnellbootgeschwader zusammengefasst wurden.

### Sonstige Fahrzeuge

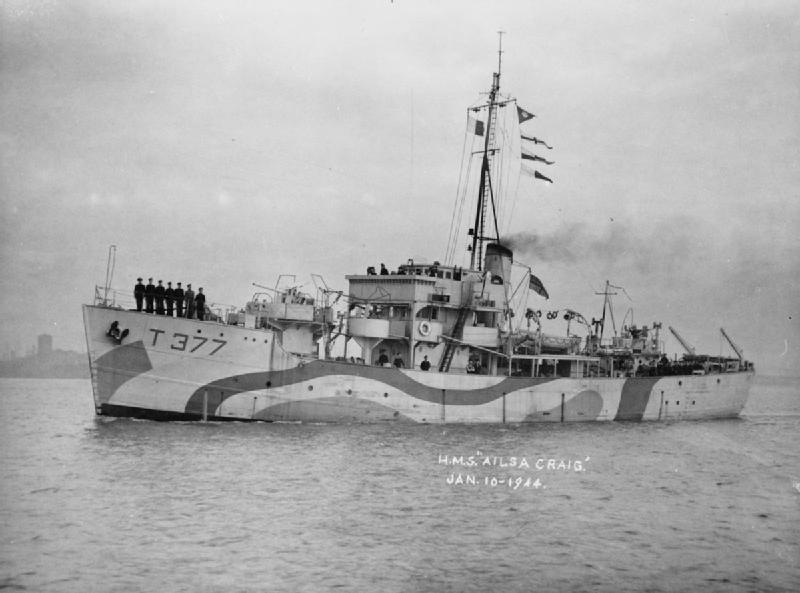
Ein britischer Naval Trawler vom gleichen Typ wie Eider und Trave

An weiteren Fahrzeugen waren die beiden Begleitschiffe Eider und Trave und die Schulboote Nordwind und Falke vorhanden.
Die Eider und die Trave waren 1942 gebaute vormalige britische Vorpostenboote der Isles-Klasse. Über ihr Schicksal von 1947 bis 1951 ist wenig bekannt. Der Seegrenzschutz erwarb die beiden Schiffe in Belgien, wo sie sich im Umbau zu Fischereifahrzeugen befanden und für diesen Zweck um vier Meter verlängert worden waren. Die Eider behielt die ursprüngliche Dampfantriebsanlage. Auf der Trave war diese bereits ausgebaut und wurde durch einen dieselelektrischen Antrieb ersetzt. Die beiden Schiffe waren 53,9 m lang und verdrängten etwa 750 t bei voller Ausrüstung. Sie erreichten eine Höchstgeschwindigkeit von 13 kn.
Als Schulboot diente die Falke, ein ehemaliges Flugsicherungsboot der Luftwaffe. Bei einer Länge von 18,1 m verdrängte es 30 t und konnte etwa 12 kn laufen. Das Segelschulboot Nordwind war ein umgebauter Kriegsfischkutter, der eine Takelage als Ketsch erhalten hatte.

## Verweise